# أنصار رزاق
أنصار رزاق (بالإندونيسية: Ansar Razak)‏ هو لاعب كرة قدم إندونيسي في مركز الهجوم، ولد في 18 يناير 1974 في إندونيسيا، وتوفي في 30 ديسمبر 1998 بسبب حادث مرور. شارك مع منتخب إندونيسيا لكرة القدم. أما مع النوادي، فقد لعب مع PSM Makassar ‏.

## وصلات خارجية
- أنصار رزاق على موقع ناشيونال فوتبول تيمز (الإنجليزية)